# غار پستوینا
غار پُستوینا تلفظ [pɔˈstoːi̯na] () (اسلوونیایی: Postojnska jama; آلمانی: Adelsberger Grotte; ایتالیایی: Grotte di Postumia) نام یک مجموعه‌غار ۲۴ کیلومتری در جنوب‌غربی اسلوونی است که دومین مجموعه‌غار طویل در این کشور محسوب می‌شوند و یکی از مهمترین اماکن جذب گردش‌گر در این کشور محسوب می‌شود.
این آب در اثر فرسایش توسط «رودخانهٔ پیوْکا» ایجاد شده است.

## نگارخانه

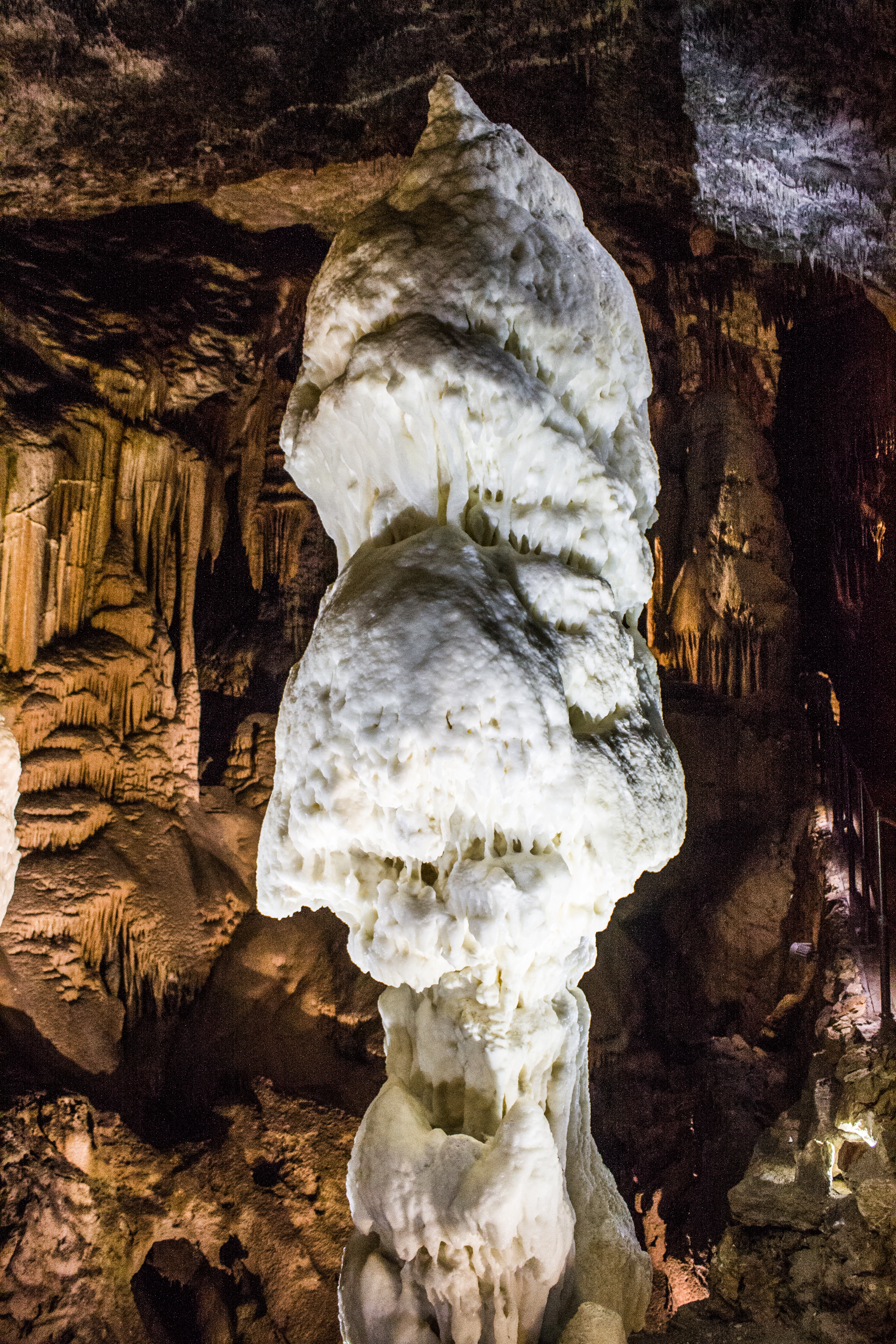
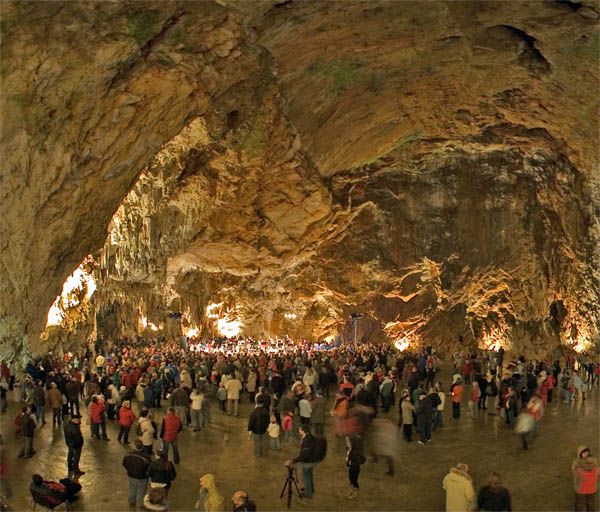
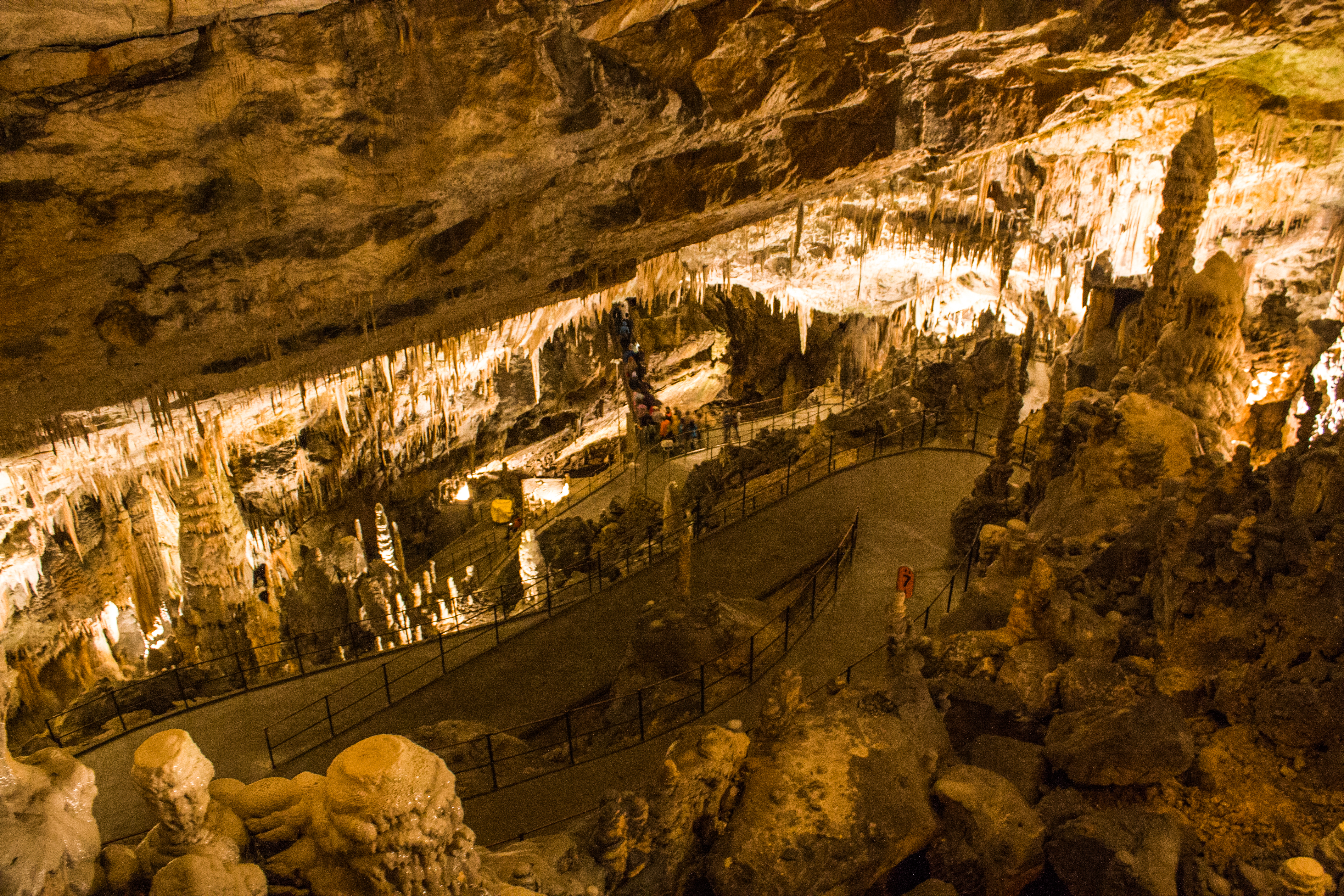
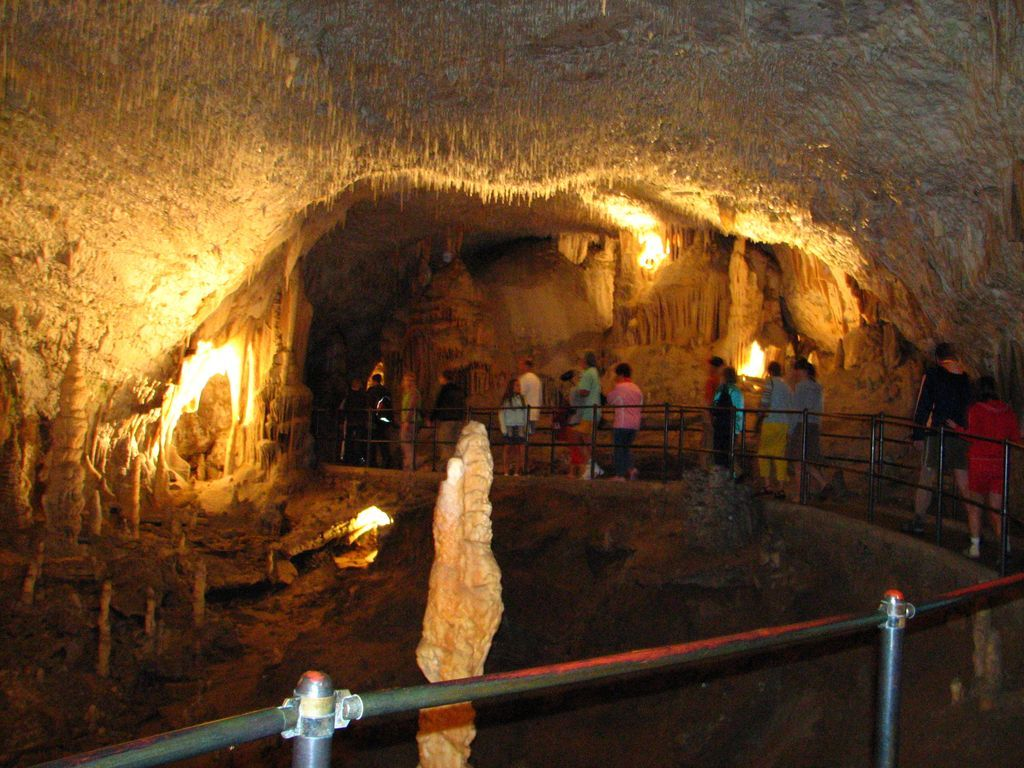
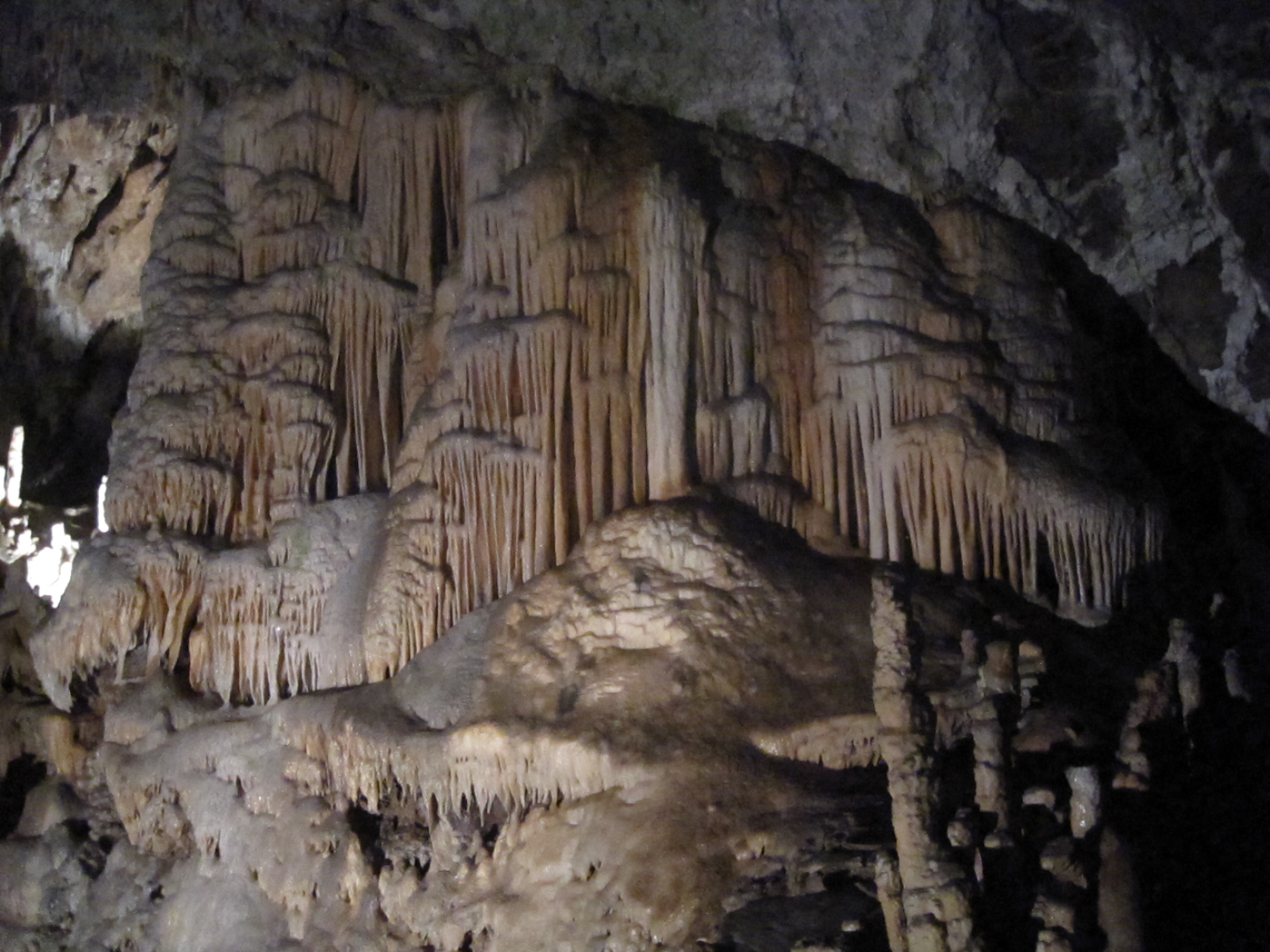